# Argyrolobium arabicum
Argyrolobium arabicum är en ärtväxtart som först beskrevs av Joseph Decaisne, och fick sitt nu gällande namn av Hippolyte François Jaubert och Édouard Spach. Argyrolobium arabicum ingår i släktet Argyrolobium och familjen ärtväxter. Inga underarter finns listade i Catalogue of Life.